# Библиотеки Санкт-Петербурга
Ниже приведён список действующих библиотек Санкт-Петербурга.

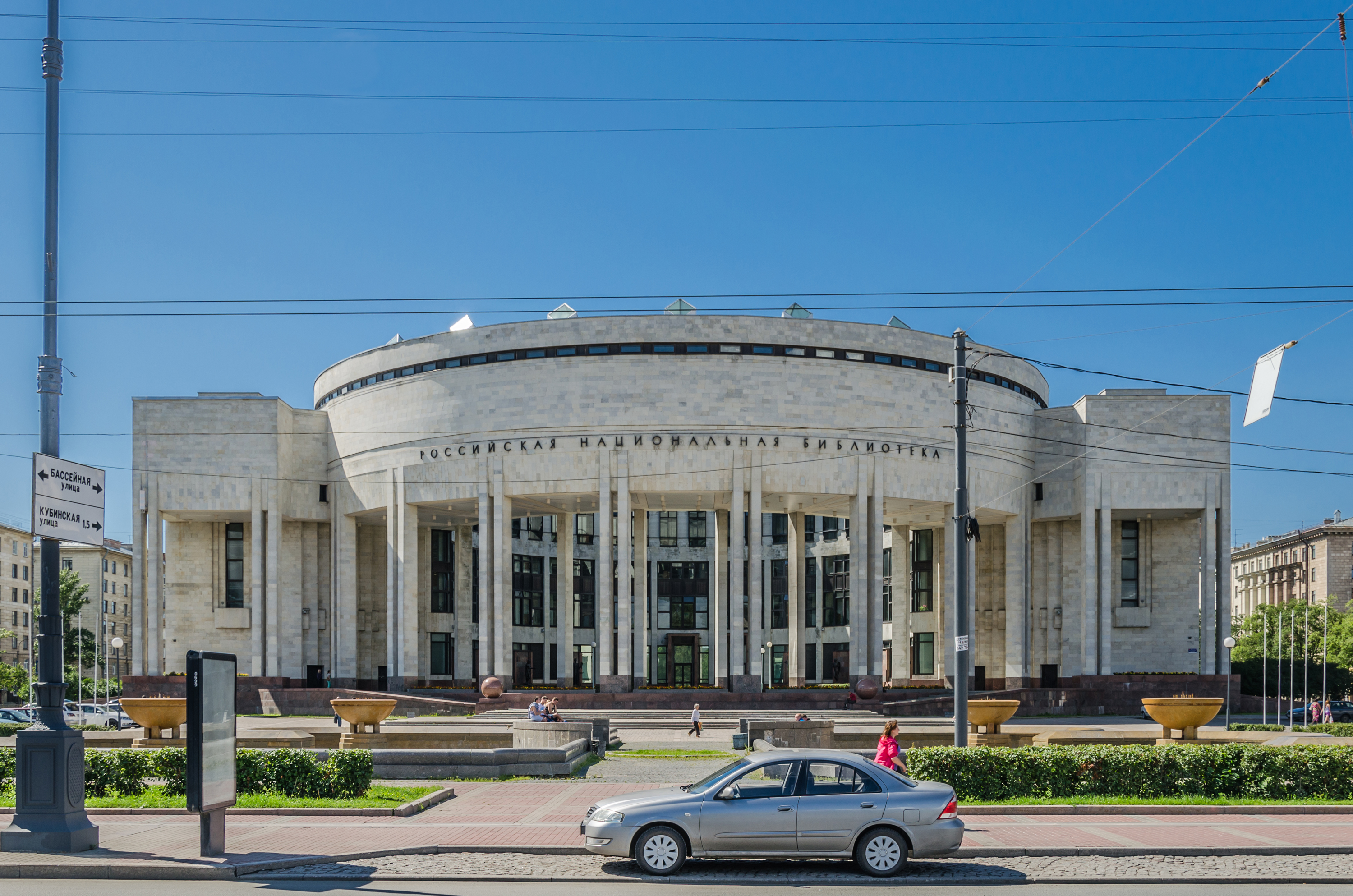
Российская национальная библиотека. Здание на Московском проспекте

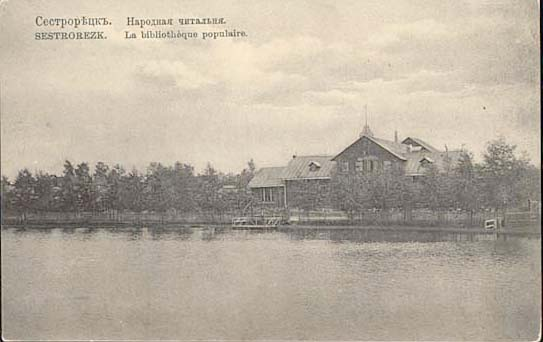
Народная читальня Сестрорецка до 1917 года

## История
Библиотеки Санкт-Петербурга интересны не только величайшим книжным фондом, но и своей историей.

### Начало
- 1714 год Библиотека Академии наук была организована по указу Петра I как библиотека его величества.
- 30 августа 1756 года основана Театральная библиотека. (Российского придворного театра)
- 16 октября 1757 года Открыта библиотека Академии художеств.
- 1765 год Открыта библиотека Вольного экономического общества[1].
- 1799 год Открыта Морская библиотека.
- 1795 год Основана (в 1814 году открыта) Императорская Публичная библиотека (сейчас Российская национальная библиотека).
- 1845 год Основана Библиотека Русского географического общества
- 1882 год Открыта Библиотека Горного института[2]

…

### Война
На 1 июня 1941 года была 51 массовая районная библиотека с совокупным книжным фондом 1315000 экземпляров. В блокаду 1941—1944 г.г. их осталось 31 и 18 филиалов. 

Работали Государственная Публичная библиотека им. М. Е. Салтыкова-Щедрина, БАН, библиотеки Академии художеств, ЛГУ, Центральная детская, Научно-техническая дорожная, Центральная горородская им. В. В. Маяковского, Театральная и 25 центральных районных библиотек.

### Современность
Сейчас в Санкт-Петербурге действуют сотни библиотек. Несмотря на появление электронных книг, бумажные не теряют популярности.
Открываются новые библиотеки. В ММвЕ2012 году открыта библиотека в ЦПКиО — летний читальный зал. Библиотека расположена в шатре, документы не требуются, работает в хорошую погоду. Планируется работа до сентября. Также предполагается устраивать творческие встречи и другие мероприятия.

## Интересные факты
Санкт-Петербург всегда был и остаётся одним из крупнейших книжных центров. Кроме библиотек в городе есть множество книжных магазинов и лавок, издательств и типографий, литературные салоны и общественные организации писателей, регулярно проходят творческие встречи с известными писателями. Также в Санкт-Петербурге есть крупные книгохранилища и бесплатные читальни, книжная ярмарка в ДК им. Крупской, здесь живут и творят великие писатели и поэты.
- Закон Санкт-Петербурга «О библиотечном деле в Санкт-Петербурге» от 6 декабря 2010 года № 606—145. Принят Законодательным Собранием Санкт-Петербурга 10 ноября 2010 года.
- Марка. Библиотеке Академии наук СССР 250 лет. Ленинград. Почта СССР 1964 год. 4 к. Художник Н. Калита

Здание библиотеки в Ленинграде (арх. Р. Mapфельд). Тираж — 3000 шт., цвет — чёрная, серо-оливковая, красная, размер зубцовки — 12,5, тип зубцовки — линейная, печать — автотипия, бумага — мелованная

- 1961 г. Открытка. Ленинград. Здание Публичной библиотеки на набережной реки Фонтанки, 36. (Издание «Изогиз»)
- 1961 г. Открытка. Ленинград. Здание Публичной библиотеки со стороны площади Островского. (Издание «Изогиз»)
- 1961 г. Открытка. Ленинград. Здание Публичной библиотеки. (Издание «Изогиз»)
- Монета «200-летие основания первой Российской национальной библиотеки, Санкт-Петербург». Серия: Памятники архитектуры России. 3 рубля. Выпущена 14.09.1995.

Серебро 900/1000, масса 34,88(±0,32) г., диаметр, 39,00 мм, Тираж, 30000 шт., толщина, 3,30 мм.

Аверс: двуглавый орёл художника И. Билибина, 3 рубля 1995 г., БАНК РОССИИ

Реверс: изображены здание Российской национальной библиотеки, книга, свиткок, гусиное перо и гирлянды из листьев с лентами.

Художник: А. В. Бакланов, скульпторы: Д. Ю. Перепёлкин, А. В. Бакланов  (недоступная ссылка)

## Библиотеки города
1. Библиотеки Красносельского района Санкт-Петербурга
2. Библиотека ЦПКиО им. С. М. Кирова (Елагин Парк). Санкт-Петербург, Елагин остров, д. 4[5].
3. Учебный центр. Российская Национальная библиотека. Санкт-Петербург, ул. Садовая, д. 18[6]
4. Абонементный отдел. Центральная Городская Публичная библиотека им. В. В. Маяковского. Санкт-Петербург, наб. реки Фонтанки, д. 44[7]
5. Санкт-Петербургский Государственный Электротехнический университет (ЛЭТИ) им. В. И. Ульянова (ЛЕНИНА). Санкт-Петербург, ул. Профессора Попова, д. 5[8]
6. Библиотека Санкт-Петербургская Православная Духовная академия. Санкт-Петербург, наб. Обводного канала, д. 17[9]
7. Фундаментальная библиотека. Санкт-Петербургский Государственный университет Технологии и Дизайна. Санкт-Петербург, ул. Большая Морская, д. 18[10]
8. Библиотека Санкт-Петербургский Государственный Горный институт им. Г. В. Плеханова. Санкт-Петербург, В. О., линия 21-я, д. 2[11]
9. Библиотека Дом Крылова. Санкт-Петербург, ул. Садовая, д. 20[6].
10. Российская национальная библиотека. Санкт-Петербург, Московский проспект, д. 165, корп. 2[6].

1. Российская Национальная библиотека, отдел литературы на языках стран Азии и Африки. Санкт-Петербург, Литейный проспект, д. 49[6]
2. Библиотека Санкт-Петербургский Государственный университет Культуры и Искусств (СПбГУКИ). Санкт-Петербург, Дворцовая наб., д. 2[12]
3. Музыкальная библиотека Санкт-Петербургская Академическая Филармония им. Д. Д. Шостаковича. Санкт-Петербург, ул. Михайловская, д. 2[13]
4. Библиотека Городской Дворец Творчества Юных (Дворец Пионеров). Санкт-Петербург, Невский проспект, д. 39[14]
5. Фундаментальная библиотека. Санкт-Петербургский Государственный Политехнический университет (СПбГПУ). Санкт-Петербург, ул. Политехническая, д. 29[15]
6. Информационный центр по искусству и музыке Центральная Городская Публичная библиотека им. В. В. Маяковского. Санкт-Петербург, Невский проспект, д. 20[7]
7. Библиотека Санкт-Петербургская Государственная академия Ветеринарной Медицины. Санкт-Петербург, ул. Черниговская, д. 5[16]
8. Ленинградская Областная Научная Медицинская библиотека. Санкт-Петербург, проспект Луначарского, д. 45[17]
9. Санкт-Петербургский Государственный университет Информационных Технологий Механики и Оптики (СПбГУ ИТМО) библиотека. Санкт-Петербург, Кронверкский проспект, д. 49[18]
10. Санкт-Петербургский Государственный университет Информационных Технологий Механики и Оптики (СПбГУ ИТМО) библиотека. Санкт-Петербург, переулок Гривцова, д. 14[18]
11. Научно-техническая библиотека Центральный музей связи имени А. С. Попова. Санкт-Петербург, Почтамтский переулок, д. 4[19]
12. Центральная Городская Детская библиотека им. А. С. Пушкина. Санкт-Петербург, ул. Большая Морская, д. 33[20]
13. Центральная Городская Детская библиотека им. А. С. Пушкина филиал № 1. Санкт-Петербург, ул. Маяковского, д. 27[20]
14. Центральная Городская Детская библиотека им. А. С. Пушкина филиал № 2. Санкт-Петербург, ул. Марата, д. 72[20]
15. Центральная Городская Детская библиотека им. А. С. Пушкина филиал № 3. Санкт-Петербург, ул. 3-я Советская, д. 8[20]
16. Центральная Городская Детская библиотека им. А. С. Пушкина филиал № 4. Санкт-Петербург, ул. Новгородская, д. 5[20]
17. Научная библиотека. Российский институт Истории Искусств. Санкт-Петербург, Исаакиевская площадь, д. 5[21]
18. Центральная библиотека им. М. Ю. Лермонтова. Санкт-Петербург, Литейный проспект, д. 19[22]
19. Северо-Западная академия Государственной Службы (СЗАГС) библиотека-филиал. Санкт-Петербург, Зеленков переулок, д. 7а[23]
20. Библиотека Северо-Западная академия Государственной Службы (СЗАГС). Санкт-Петербург, В. О., линия 8-я, д. 61[23]
21. Библиотека Христианская Книга. Санкт-Петербург, ул. Грибакиных, д. 40[24]
22. Институт Международного Бизнеса и Права. Библиотека. Санкт-Петербург, ул. Гастелло, д. 12[25]
23. Библиотека Российская академия Наук (РАН). Санкт-Петербург, Биржевая линия, д. 1[26]
24. Городская библиотека для Слепых. Санкт-Петербург, ул. Шамшева, д. 8[27]
25. Городская библиотека для Слепых. Санкт-Петербург, ул. Стрельнинская, д. 11[27]
26. Централизованная Библиотечная Система Курортного р-на библиотека-филиал № 1. Санкт-Петербург, г. Зеленогорск, проспект Ленина, д. 25[28]
27. Центральная Районная библиотека им. М. М. Зощенко. Санкт-Петербург, г. Сестрорецк, ул. Токарева, д. 7[28]
28. Центральная районная библиотека имени М. А. Шолохова. Санкт-Петербург, ул. Лёни Голикова, д. 31[29]
29. Централизованная Библиотечная Система Кировского р-на библиотека-филиал № 1. Санкт-Петербург, ул. Корнеева, д. 6[30]
30. Централизованная Библиотечная Система Кировского р-на библиотека-филиал № 2. Санкт-Петербург, ул. Краснопутиловская, д. 26[30]
31. Централизованная Библиотечная Система Кировского р-на библиотека-филиал № 3. Санкт-Петербург, ул. Кронштадтская, д. 20[30]
32. Централизованная Библиотечная Система Кировского р-на библиотека-филиал № 4 библиотечно-культурный комплекс. Санкт-Петербург, Ленинский проспект, д. 115[30]
33. Централизованная Библиотечная Система Кировского р-на библиотека-филиал № 4 библиотечно-культурный комплекс отделение № 2. Санкт-Петербург, ул. Подводника Кузьмина, д. 26[30]
34. Централизованная Библиотечная Система Кировского р-на библиотека-филиал № 5. Санкт-Петербург, Ленинский проспект, д. 135[30]
35. Централизованная Библиотечная Система Кировского р-на библиотека-филиал № 6 центр поддержки детского чтения. Санкт-Петербург, ул. Автовская, д. 32[30]
36. Централизованная Библиотечная Система Кировского р-на детская библиотека-филиал № 7. Санкт-Петербург, Дачный проспект, д. 16/7[30]
37. Централизованная Библиотечная Система Кировского р-на детская библиотека-филиал № 8 Санкт-Петербург, ул. Оборонная, д. 18[30]
38. Централизованная Библиотечная Система Кировского р-на библиотека-филиал № 10. Санкт-Петербург, ул. Стойкости, д. 36, корп. 1[30]
39. Центральная Районная Детская библиотека. Санкт-Петербург, проспект Ветеранов, д. 76[30]
40. Централизованная Библиотечная Система Петродворцового района Санкт-Петербурга, Центральная Районная библиотека. Санкт-Петербург, г. Петергоф, Эрлеровский бульвар, д. 18
41. Централизованная Библиотечная Система Петродворцового района Санкт-Петербурга, Библиотека семейного чтения города Ломоносова. Санкт-Петербург, г. Ломоносов, ул. Победы, д. 1
42. Централизованная Библиотечная Система Пушкинского р-на библиотека-филиал № 7. Санкт-Петербург, пос. Александровская (Пушкинский р-н), Волхонское ш., д. 33
43. Централизованная Библиотечная Система Пушкинского р-на библиотека-филиал № 8. Санкт-Петербург, пос. Тярлево, ул. Новая, д. 1
44. Централизованная Библиотечная Система Курортного р-на библиотека-филиал № 3. Санкт-Петербург, пос. Комарово, ул. 3-я Дачная, д. 8[31]
45. Централизованная Библиотечная Система Выборгского р-на библиотека-филиал № 6. Санкт-Петербург, пос. Левашово, ул. Железнодорожная, д. 46[32]
46. Библиотека № 6 Централизованная Библиотечная Система Приморского р-на. Санкт-Петербург, пос. Лисий Нос, Балтийский проспект, д. 36
47. Централизованная Библиотечная Система Выборгского р-на библиотека-филиал № 5. Санкт-Петербург, Выборгское ш., д. 369[32]
48. Централизованная Библиотечная Система Колпинского р-на библиотека-филиал № 4. Санкт-Петербург, пос. Понтонный, ул. Южная, д. 13
49. Централизованная Библиотечная Система Колпинского р-на библиотека-филиал № 3. Санкт-Петербург, пос. Саперный, ул. Дорожная, д. 11
50. Централизованная Библиотечная Система Колпинского р-на детская библиотека-филиал № 7. Санкт-Петербург, пос. Металлострой, ул. Центральная, д. 14
51. Межрайонная Централизованная Библиотечная Система им. М. Ю. Лермонтова библиотека-филиал № 4 Лиговская. Санкт-Петербург, Лиговский проспект, д. 99
52. Медицинская библиотека Городской центр Медицинской Профилактики. Санкт-Петербург, ул. Итальянская, д. 25  Научно-техническая библиотека Петербургский Государственный университет Путей Сообщения (Пгупс-Лиижт). Санкт-Петербург, Московский проспект, д. 9
53. Центральная Районная Детская библиотека. Санкт-Петербург, Комендантский проспект, д. 30, корп. 1
54. Централизованная Библиотечная Система Калининского р-на детская библиотека-филиал № 10. Санкт-Петербург, Пискарёвский проспект, д. 16
55. Центральная районная библиотека имени Н. В. Гоголя. Санкт-Петербург, Среднеохтинский проспект, д. 8
56. Центральная районная библиотека имени Н. В. Гоголя, ул. Стахановцев, д. 4а
57. Центральная Районная библиотека им. М. Е. Салтыкова-Щедрина. Санкт-Петербург, Богатырский просп., д. 9
58. Центральная Районная библиотека им. А. С. Пушкина. Санкт-Петербург, П. С., Большой проспект, д. 73
59. Центральная Районная библиотека им. Л. Соболева. Санкт-Петербург, ул. Бабушкина, д. 64
60. Мемориальная библиотека Князя Г. В. Голицына. Санкт-Петербург, наб. реки Фонтанки, д. 46
61. Научно-техническая библиотека Санкт-Петербургский Государственный Архитектурно-Строительный университет (СПбГАСУ). Санкт-Петербург, ул. 2-я Красноармейская, д. 4
62. Библиотека Дом Офицеров ЛВО им. С. М. Кирова. Санкт-Петербург, Литейный проспект, д. 20
63. Детская библиотека № 11 Централизованная Библиотечная Система Красносельского р-на Остров Сокровищ. Санкт-Петербург, Ленинский проспект, д. 97, корп. 3
64. Централизованная Библиотечная Система Невского р-на, Невская ЦБС.
65. Централизованная Библиотечная Система Невского р-на, Центральная районная библиотека им. Л. С. Соболева. Санкт-Петербург, ул. Бабушкина, д. 64
66. Централизованная Библиотечная Система Невского р-на, Центральная районная детская библиотека. Санкт-Петербург, пр. Большевиков, д. 2
67. Централизованная Библиотечная Система Невского р-на, библиотека № 1 им. Н. К. Крупской. Санкт-Петербург, Октябрьская наб., д. 64
68. Централизованная Библиотечная Система Невского р-на, библиотека № 2 им. Ф. А. Абрамова. Санкт-Петербург, Ивановская ул., д. 14
69. Централизованная Библиотечная Система Невского р-на, библиотека № 3 им. О. Ф. Берггольц. Санкт-Петербург, ул. Седова, д. 21
70. Централизованная Библиотечная Система Невского р-на, библиотека № 4. Санкт-Петербург, ул. Бабушкина, д. 135  (недоступная ссылка)
71. Централизованная Библиотечная Система Невского р-на, библиотека № 5 им. Н. М. Рубцова. Санкт-Петербург, ул. Шотмана, д. 7/1
72. Централизованная Библиотечная Система Невского р-на, Рыбацкая библиотека № 6. Санкт-Петербург, ул. Устинова, д. 6
73. Централизованная Библиотечная Система Невского р-на, библиотека № 8. Санкт-Петербург, ул. Крупской, д. 37
74. Централизованная Библиотечная Система Невского р-на, библиотека № 10. Санкт-Петербург, Октябрьская наб, д. 70
75. Централизованная Библиотечная Система Невского р-на, библиотека № 11. Санкт-Петербург, б-р Красных Зорь, д. 1
76. Централизованная Библиотечная Система Невского р-на, библиотека № 12. Санкт-Петербург, Октябрьская наб, д. 100
77. Централизованная Библиотечная Система Выборгского р-на библиотека-филиал № 1. Санкт-Петербург, проспект Тореза, д. 32
78. Централизованная Библиотечная Система Выборгского р-на библиотека-филиал № 3. Санкт-Петербург, проспект Энгельса, д. 53
79. Морская библиотека Санкт-Петербург, Кронштадт, Советская (быв. Екатерининская) ул., д. 49

1. Централизованная библиотечная система Василеостровского района
2. Централизованная библиотечная система Василеостровского р-на Центральная районная библиотека им. М. В. Ломоносова. Санкт-Петербург, ул. Нахимова д.8, корп. 3
3. Централизованная библиотечная система Василеостровского района, библиотека № 1 им. Н. Г. Чернышевского. Санкт-Петербург, пр. Кима, д.4
4. Централизованная библиотечная система Василеостровского района, библиотека № 2 им. Л. Н. Толстого. Санкт-Петербург, 6-я линия, д.17
5. Централизованная библиотечная система Василеостровского района, библиотека № 3 им. Н. Островского. Санкт-Петербурга, 17-я линия, д. 14а
6. Централизованная библиотечная система Василеостровского района, библиотека № 4. Санкт-Петербург, ул. Гаванская, д. 18
7. Централизованная библиотечная система Василеостровского района, библиотека № 5. Санкт-Петербург, 16-я линия, д. 65
8. Централизованная библиотечная система Василеостровского района, Библиотека на Морской. Санкт-Петербург, Морская наб., д.17
9. Централизованная библиотечная система Василеостровского района, Центральная районная детская библиотека. Санкт-Петербург, 13-я линия, д. 20
10. Централизованная библиотечная система Василеостровского района, детская библиотека № 6. Санкт-Петербург, пер. Каховского, д. 5
11. Централизованная библиотечная система Василеостровского района, библиотека № 7. Санкт-Петербург, Средний пр., д. 3/15
12. Центральная военно-морская библиотека. 199106, Санкт-Петербург, Васильевский остров, Кожевенная линия, д. 42

## Фото

Библиотеки СПб
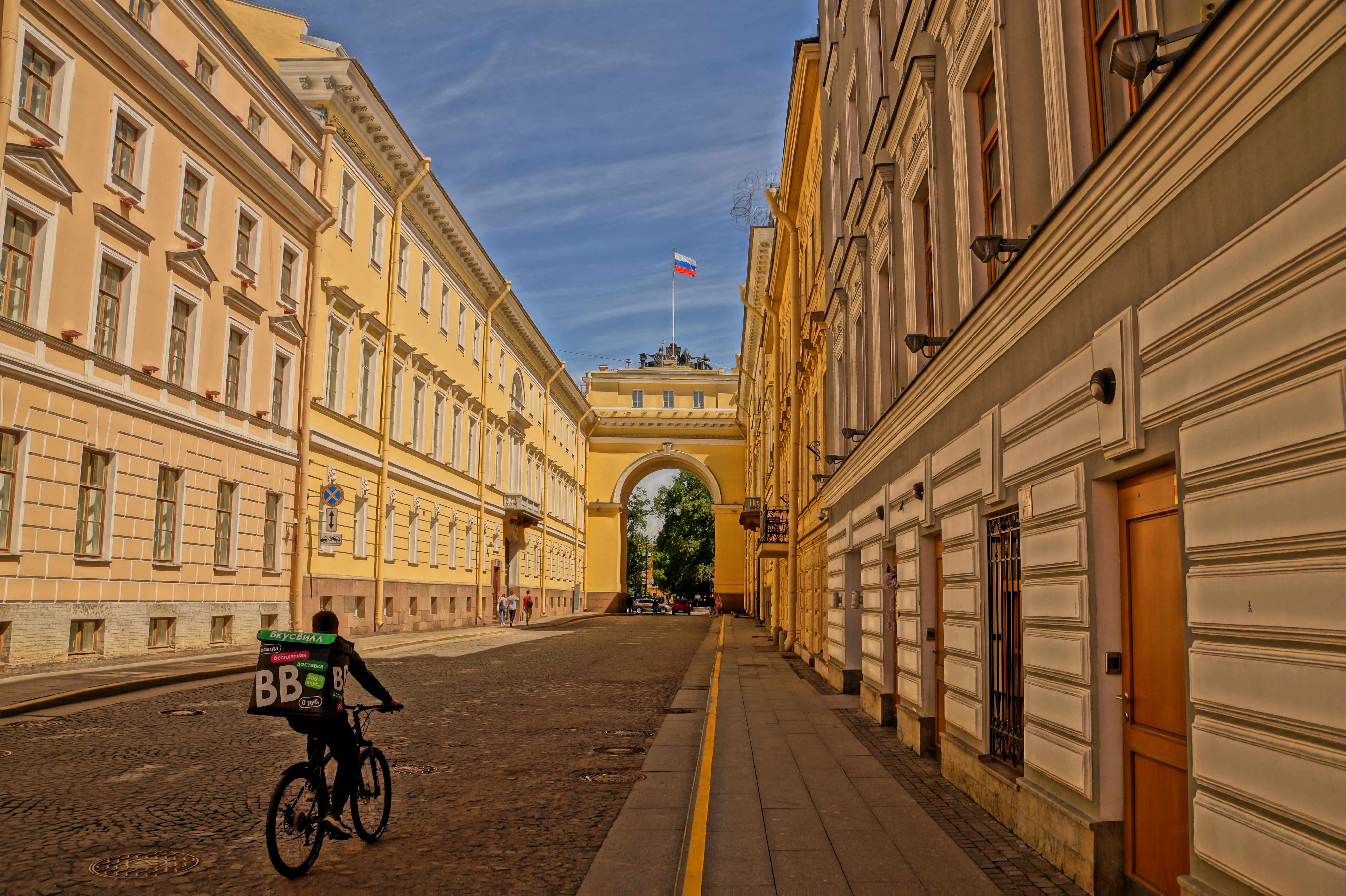
Президентская библиотека имени Б. Н. Ельцина
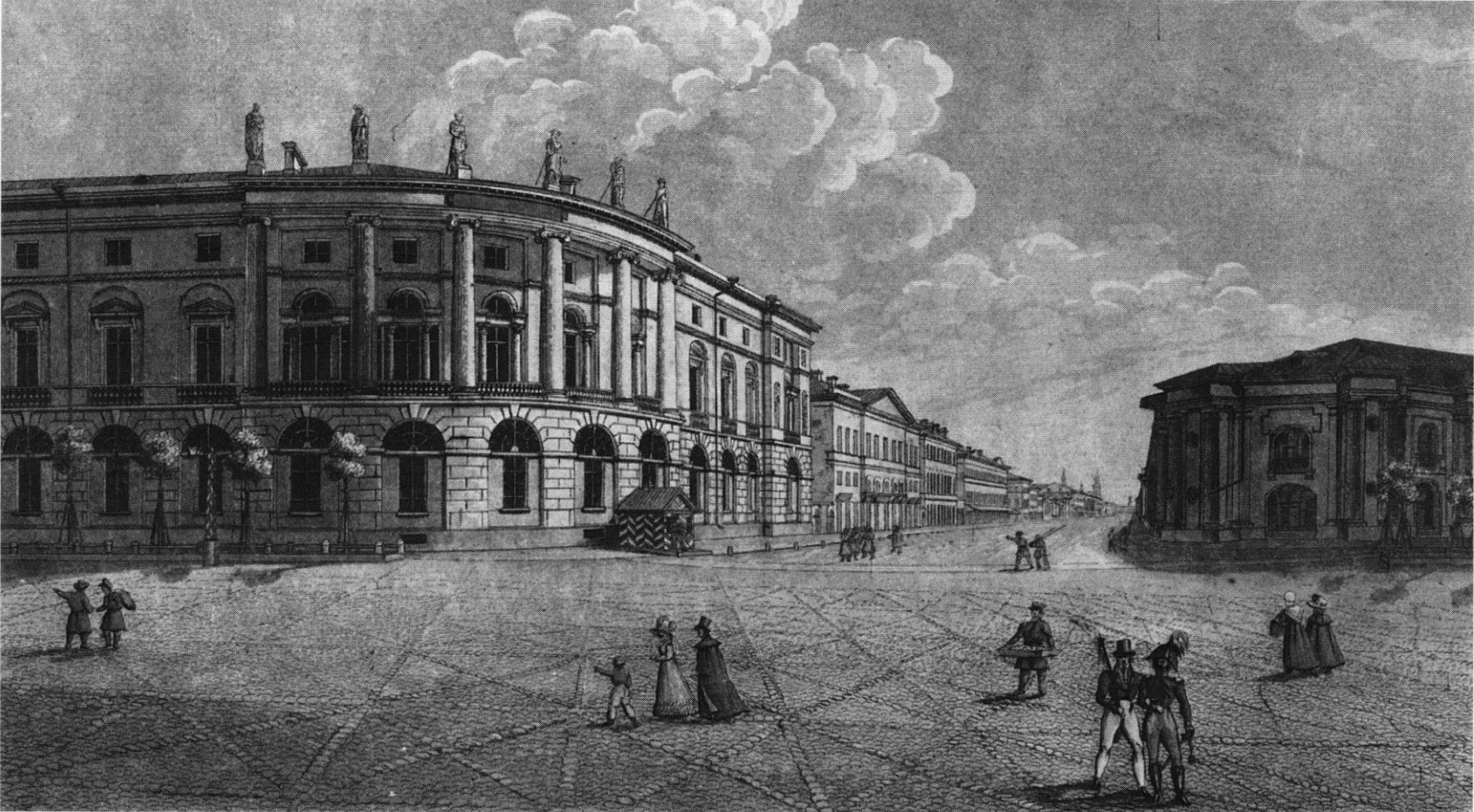
Вид на здание библиотеки. Гравюра начала 1800-х г.г.
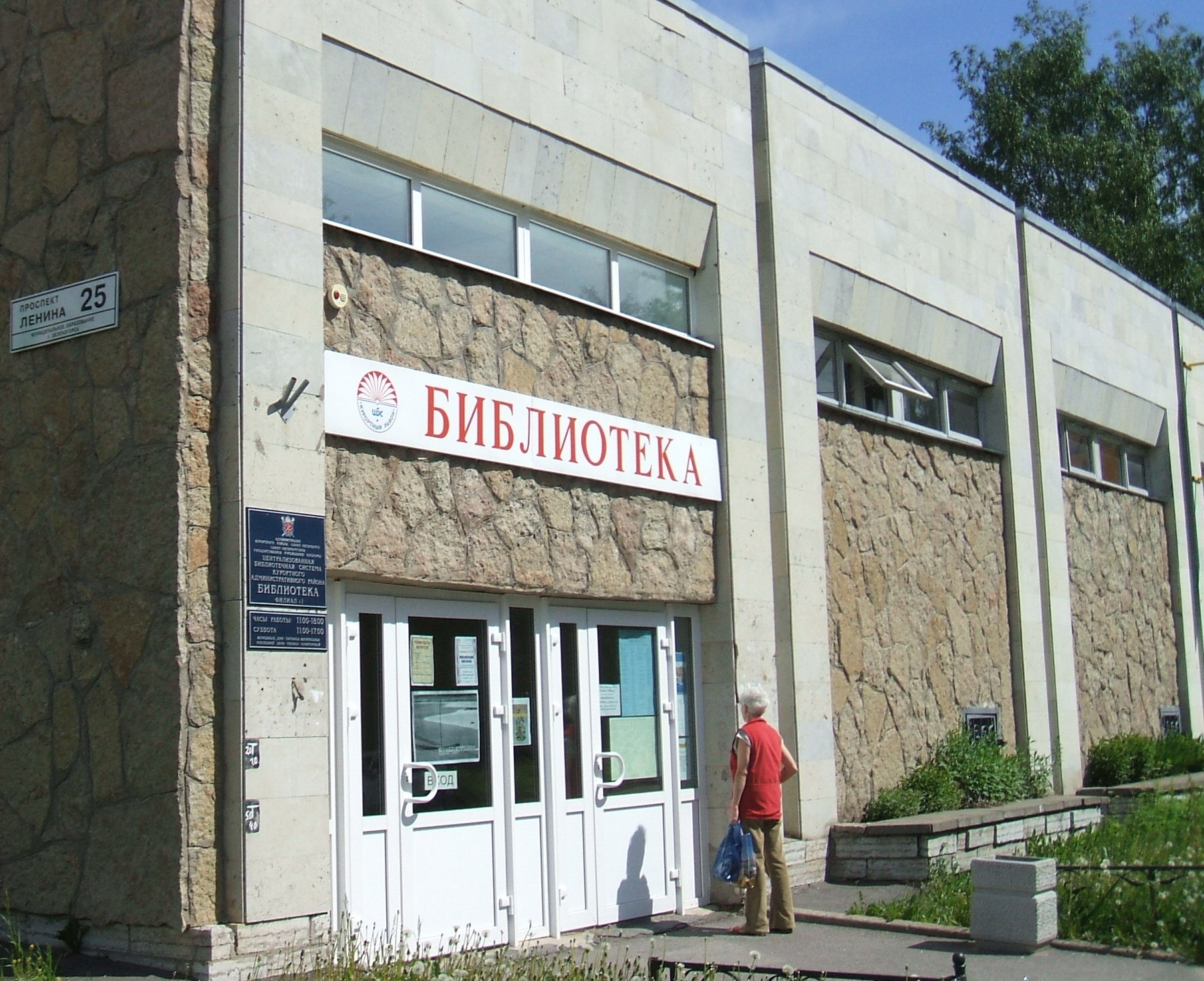
Библиотека Зеленогорска (взрослая)
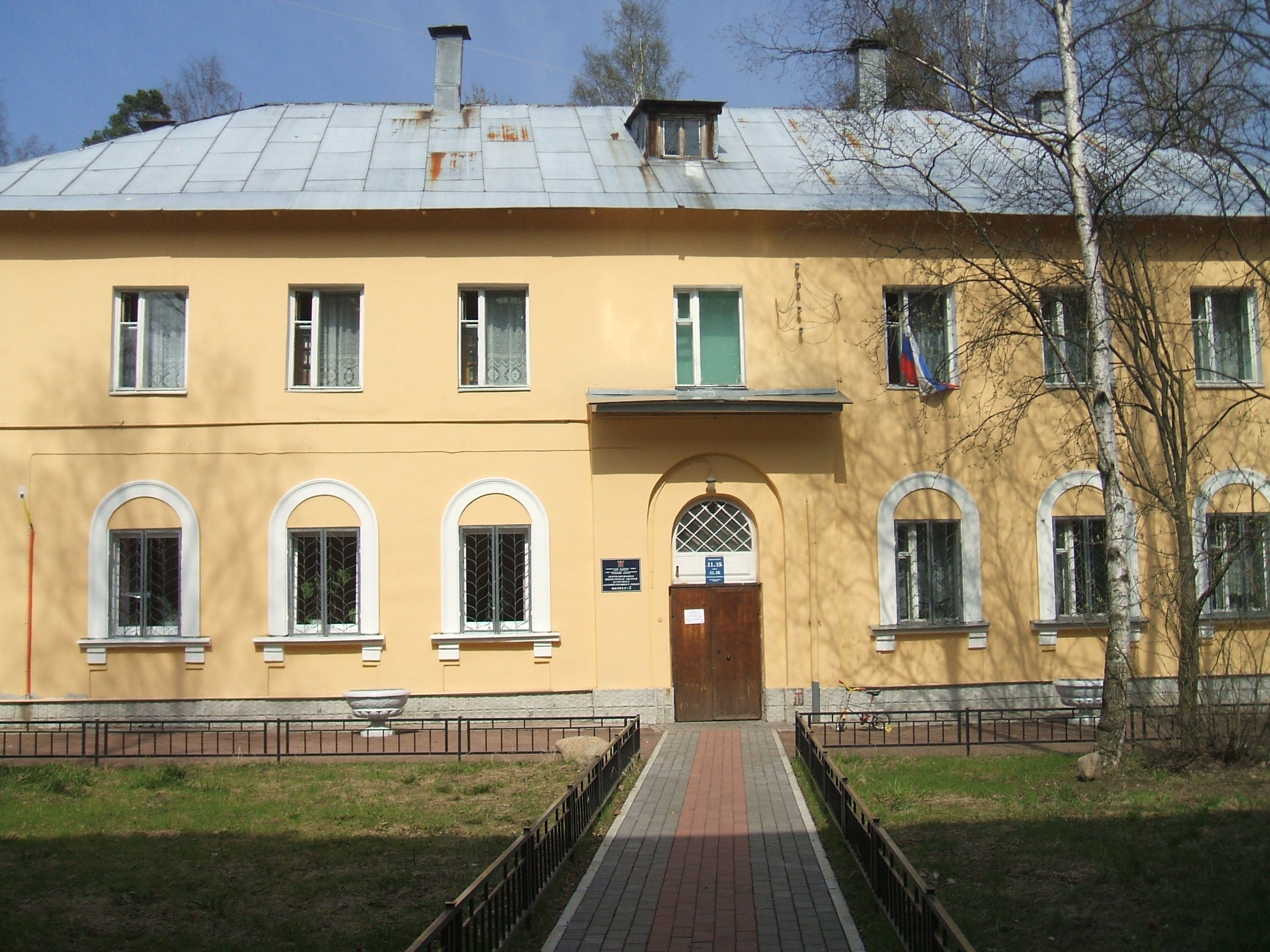
Библиотека в посёлке Песочный
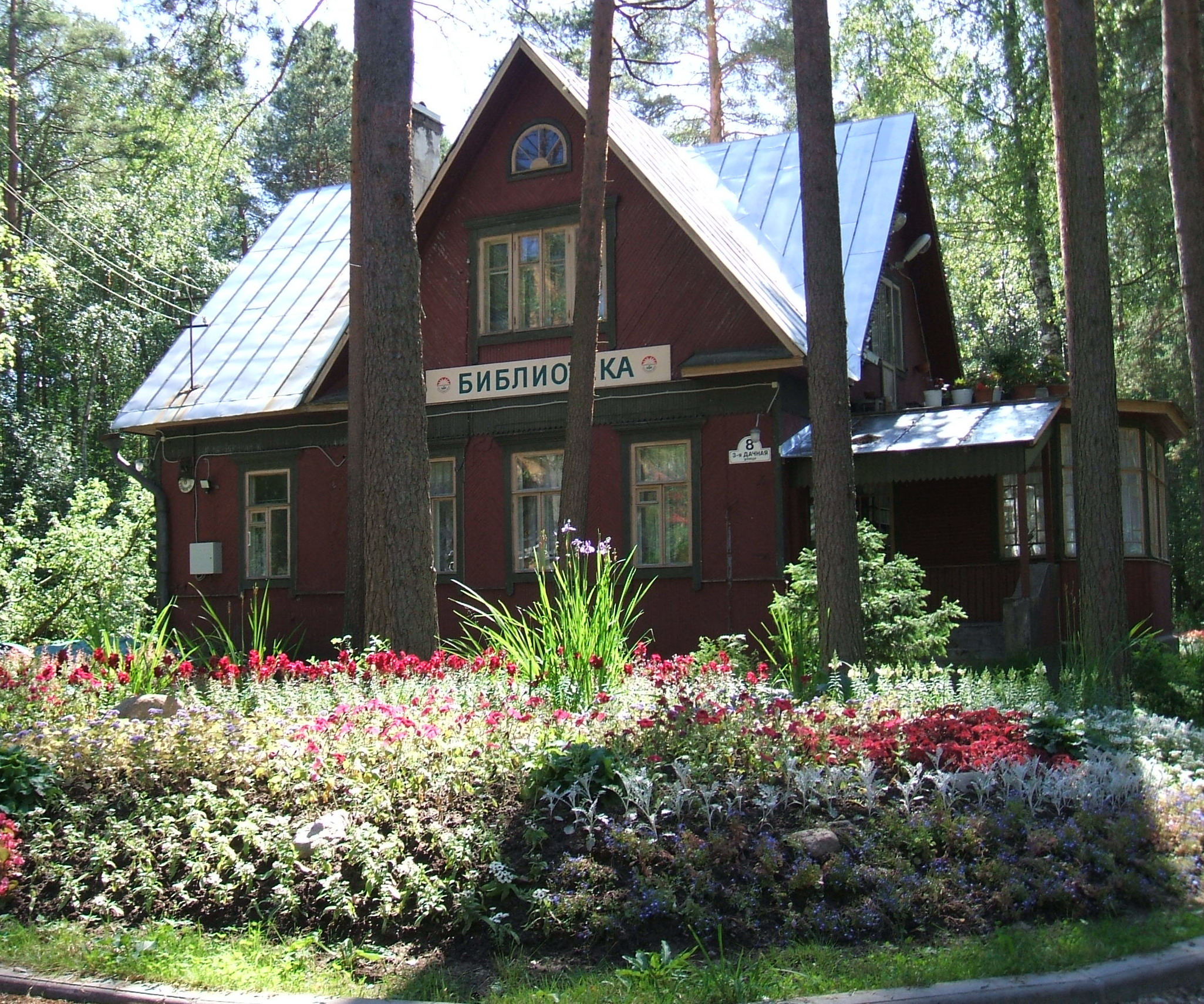
Библиотека посёлка Комарова
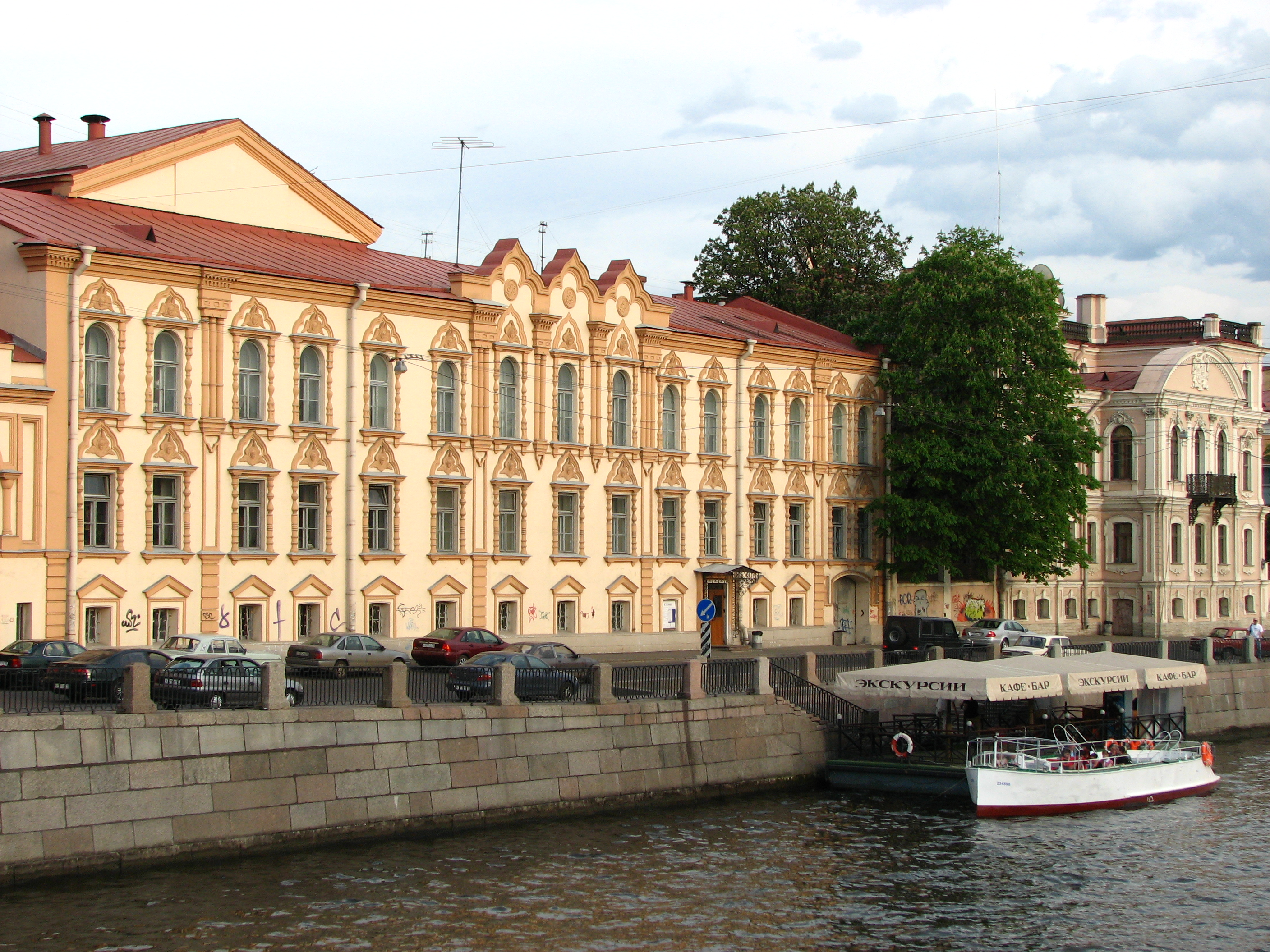
Центральная городская публичная библиотека имени В. В. Маяковского